# Ростовская городская электричка
Ростовская городска́я электри́чка — один из видов общественного транспорта города Ростов-на-Дону. Маршруты городской электрички связывают практически все районы города, за исключением Северного жилого массива в Ворошиловском районе и некоторые другие микрорайоны, где не проходят линии железной дороги.

## История и современность
Движение городской электрички в Ростове-на-Дону было открыто 28 марта 2016 года. Реализация данного проекта стала возможной по соответствующей договорённости между руководством Северо-Кавказской железной дорогой, Правительством Ростовской области и Администрацией города Ростова-на-Дону.
Изначально на маршрутах «Городской электрички» курсировало три пары пригородных поездов сообщением Ростов-Главный — Ростов-Западный, Ростов-Западный — Кизитеринка, Кизитеринка — Ростов-Главный.
В сентябре 2017 года организовано движение дополнительной пары пригородных поездов по маршруту Ростов-Главный-Ростов-Западный с остановками на остановочных пунктах 1337 км (район Стройгородка), Темерник (новый район «Соловьиная роща»).
В сентябре 2018 года внесены изменения в маршруты движения пригородных поездов «Городской электрички», с включением в проект остановочных пунктов Ростов-Берег, Гниловская, Первомайская, Левенцовская, Сады.
В часы-пик в условиях городских «пробок» время проезда железнодорожным транспортом по различным маршрутам в Ростове-на-Дону составит: ОП 1337 км (Болгарстрой, Военвед- Стройгородок) — центр города (Ростов-Главный) — 14 минут, Первомайская (ГПЗ-10) — Ростов-Главный — 20 минут, Сельмаш — Ростов-Главный — 22 минуты.
В перспективе рассматривается вопрос о дальнейшем развитии проекта городской электрички, с целью охвата ближайших населённых пунктов не только Ростовской агломерации, но и других муниципальных образований Ростовской области.

## Линии
В черте города Ростова-на-Дону на 2020 год движение электропоездов «Городской электрички» осуществляется по пяти основным маршрутам:
- Ростов-Главный — Ростов-Западный
- Ростов-Западный — Кизитеринка
- Ростов-Западный — Ростов-Главный
- Кизитеринка — Ростов-Западный
- Ростов-Главный — Кизитеринка

Для удобства жителей и гостей города Ростова-на-Дону на постоянной основе редактируется расписание движения городской электрички с учётом пожеланий пассажиров.

## Станции и остановочные платформы
Для электропоездов, курсирующих по маршрутам «Городской электрички» в Ростове-на-Дону имеется 18 остановочных пунктов:
станции: Ростов-Главный (Пригородный железнодорожный вокзал), Ростов-Западный, Первомайская, Гниловская, Ростов-Товарный, Кизитеринка;
остановочные платформы: Сельмаш, Рабочий городок, Проспект Октября, Микояна, Развилка, Орджоникидзе, Красный Аксай, Темерник, Ростов-Берег, Сады, Левенцовская, 1337 км (Стройгородок).

## Подвижной состав
На маршрутах городской электрички задействуется в основном новый подвижной состав электропоездов в четырёхвагонном исполнении серии ЭП3Д, а также составы электропоездов серии ЭД9М.
Весь подвижной состав имеет приписку: моторвагонное депо ТЧ-4 Ростов (МВПС) Северо-Кавказской железной дороги.

## Стоимость проезда
Стоимость проезда — 31 руб. Пассажир имеет возможность оформления как разовых, так и абонементных билетов. Внедрён льготный абонементный билет «Учащегося» на определённое количество поездок. Действуют льготы для студентов и школьников, льготников федерального и регионального уровня.